# Кутекрома
Кутекрома — северная башня псковского Кремля. Объект культурного наследия федерального значения.

## Название
Название башни произошло от древних слов кут (угол) и кром (кремль). Таким образом, Кутекрома — «расположенная на углу кремля».
Правильное[уточнить] название башни — Кутний костёр (кут — угол, костёр — башня).

## Описание
Пятиярусная башня, увенчанная деревянным шатром и сторожевой вышкой. Высота башни составляет 30, а её средний диаметр — 10,5 метров. По верху стены идет боевая площадка с широкими зубцами, между которыми устроены узкие бойницы. В стене у башни открыт проём для выхода из Кремля на смотровую площадку. Сама башня имела в большей степени смотровое значение.

## История
В 1399—1400 гг. псковичами на северной оконечности мыса был построен «костёр» — башня «в куту Крома» (в углу Крома-Кремля).
В 1615 г. башня сильно пострадала в ходе осады города войсками шведского короля Густава II Адольфа.
В 1701 году при подготовке к участию Пскова в Северной войне башня была наполовину разрушена, верхнюю часть её разобрали на строительство Петровского бастиона, а нижнюю засыпали землёй и включили в состав бастиона, называемого Красной батареей.
В начале XIX в. на месте почти разрушенной башни была беседка, в которой, по преданию, любил бывать А. С. Пушкин, когда приезжал в Псков. Её так и назвали — «Пушкинская беседка».
В 1960 году псковские археологи освободили нижние ярусы Кутекромы от насыпи и частично восстановили верх.
К 1961 году реставрация башни была закончена.